# Ixora bancana
Ixora bancana är en måreväxtart som beskrevs av Cornelis Eliza Bertus Bremekamp. Ixora bancana ingår i släktet Ixora och familjen måreväxter. Inga underarter finns listade i Catalogue of Life.